# Campionato moscovita di football americano 2018
Il campionato moscovita di football americano 2018 è  il campionato di football americano di primo livello, organizzato dalla MFAF.
Le prime due squadre classificate sfideranno le prime due del campionato bielorusso di football americano nella Continental Football League e parteciperanno alla Coppa di Russia.

## Squadre partecipanti
| Club                          | Città           | Stadio | Sponsor ufficiale |
| ----------------------------- | --------------- | ------ | ----------------- |
| Moscow Bruins                 | Mosca           |        |                   |
| Petrozavodsk Karelian Gunners | Petrozavodsk    |        |                   |
| Sankt Petersburg North Legion | San Pietroburgo |        |                   |

## Stagione regolare

### Calendario

#### 1ª giornata
| San Pietroburgo 5 maggio 2018, ore 17:30 | Sankt Petersburg North Legion | 34 – 0 (10-0 10-0 14-0 0-0) referto | Petrozavodsk Karelian Gunners | Stadion Dinamo |

#### 2ª giornata
| Puškin 19 maggio 2018 | Sankt Petersburg North Legion | 38 – 0 (14-0 14-0 7-0 3-0) referto | Moscow Bruins |  |

#### 3ª giornata
| Mosca 27 maggio 2018 | Moscow Bruins | 28 – 19 (0-6 7-0 7-7 14-6) referto | Petrozavodsk Karelian Gunners |  |

#### 4ª giornata
| Petrozavodsk 10 giugno 2018 | Petrozavodsk Karelian Gunners | 19 – 50 (6-17 7-13 0-13 6-7) referto | Sankt Petersburg North Legion | Stadion Spartak |

#### 5ª giornata
| Mosca 30 giugno 2018, ore 15:00 | Moscow Bruins | 7 – 19 (0-13 0-0 7-0 0-6) referto | Sankt Petersburg North Legion | SK Saljut-Geraklion |

#### 6ª giornata
| Petrozavodsk 8 luglio 2018 | Petrozavodsk Karelian Gunners | 29 – 25 (7-0 9-0 6-13 7-12) referto | Moscow Bruins | Stadion Spartak |

### Classifica
La classifica della regular season è la seguente.
- PCT = percentuale di vittorie, G = partite giocate, V = partite vinte,  P = partite perse, PF = punti fatti, PS = punti subiti

| Pos. | Squadra                       | PCT   | G | V | N | P | PF  | PS  |
| ---- | ----------------------------- | ----- | - | - | - | - | --- | --- |
| 1    | Sankt Petersburg North Legion | 1.000 | 4 | 4 | 0 | 0 | 141 | 26  |
| 2    | Moscow Bruins                 | .250  | 4 | 1 | 0 | 3 | 60  | 105 |
| 3    | Petrozavodsk Karelian Gunners | .250  | 4 | 1 | 0 | 3 | 67  | 137 |

### Finale
| Mosca 21 luglio 2018, ore 11:00 | Sankt Petersburg North Legion | 42 – 6 (7-0 14-6 7-0 14-0) referto | Moscow Bruins | Stadion Trud |

## Verdetti
- Sankt Petersburg North Legion Campioni di Mosca 2018